# Belemnella
 Belemnella  – wymarły rodzaj belemnitów z podrzędu Belemnopsina. Żył w okresie kredowym. 
Opis
Wśród znajdywanych skamieniałości tego rodzaju dominują rostra. Są to rostra o przekroju poprzecznym okrągłym, o stałej średnicy, tylko w części tylnej stopniowo zwężającej się aż do niezbyt ostrego, zaokrąglonego wierzchołka z charakterystycznym krótkim kolcem na środku. Wskaźnik Szackiego poniżej 4. Posiadają podwójne linie boczne. 
Znaczenie:
Skamieniałości różnych gatunków  Belemnella  są  skamieniałościami przewodnimi w datowaniu mastrychtu. 
Tryb życia:
Morski nekton
Występowanie:
Rodzaj bardzo liczny, ale występuje tylko w Europie i zachodniej części Azji centralnej (Uzbekistan). Występuje również w Polsce, w odsłonięciach kredy rejonu Miechowa  i Wyżyny Lubelskiej. Z rejonu doliny środkowej Wisły pochodzi holotyp gatunku  Belemnella kazimieroviensis. 
Zasięg wiekowy
Późna kreda - mastrycht
Wybrane gatunki o dużej wartości stratygraficznej:
- Belemnella kazimiroviensis